# Playbill

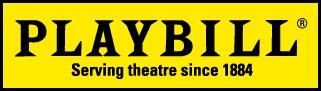
Logo de Playbill.

Playbill es una revista mensual estadounidense para aficionados al teatro. Aunque hay una edición disponible por suscripción para entrega a domicilio, muchos Playbills son impresos para los espectáculos en un particular teatro, sobre todo del de Broadway. Los artículos en los Playbills cambian mensualmente para reflejar los nuevos espectáculos y los actores que participan en obras de teatro, musicales o atracciones especiales. Los Playbills también contienen una lista, fotos y biografías de los elencos, listas de canciones y quiénes las interpretan (si se trata de musicales), y una lista de escenas para una presentación particular. También está relleno de publicidad.
Muchos Playbills son considerados ejemplares de colección, en especial si están firmados por un actor en un espectáculo.
En la noche de estreno de un montaje de Broadway, los Playbills son estampados con un sellos en la cubierta. La fecha del estreno aparece en la página titular en la revista. Playbills especiales de "Noche de estreno" también se pueden comprar en el sitio Web de Playbill. Estos tienen un sello en la bolsa y tienen un sello de Noche de estreno en la página frontal. Playbill también opera www.Playbill.com, un servicio de noticias gratis de internet que ofrece las últimas noticias sobre la industria teatral, enfocándose en los shows de Nueva York pero incluyendo además acontecimientos regionales, itinerantes e internacionales. Es leído tanto por los fans del espectáculo como por los trabajadores teatrales, y es actualizado con nuevas noticias. Un club libre Playbill.com ofrece descuentos especiales para los inscritos.